# Ryan Senser
(en) Statistiques sur statscrew
Ryan Senser (né le 21 juillet 1984 à West Chester) est un joueur américain de football américain.

## Enfance
Senser étudie à la St. Francis DeSales High School où il joue au poste de tight end dans l'équipe de football américain du lycée. En 2001, il reçoit trente passes pour plus de 400 yards et deux touchdowns. Il ne joue aucun match de sa dernière année lycéenne à cause d'une blessure au genou.

## Carrière

### Université
Il entre, en 2003, à l'université d'État d'Arizona mais il est transféré en 2004 à l'université d'Ohio et doit rester une saison en respect de la règle de transfert de la NCAA. Lors de sa première saison chez les Bobcats, il joue onze matchs de la saison régulière comme long snapper sur les punt. En 2006, il devient long snapper pour tous les coups de pied dans une saison où l'université de l'Ohio s'incline lors du GMAC Bowl 2007. Pour sa dernière universitaire, il reste long snapper titulaire.

### Professionnel
Ryan Senser n'est sélectionné par aucune équipe lors du draft de la NFL de 2008. Il signe avec les Saints de la Nouvelle-Orléans, peu de temps après, comme agent libre non drafté. Néanmoins, il ne reste que le temps de la pré-saison et signe ensuite avec les Seahawks de Seattle où il va passer deux saisons en équipe d'entraînement (ou équipe réserve) sans jouer le moindre match.
En 2010, il signe avec les Tuskers de Floride, jouant en United Football League et effectue ses premiers matchs en professionnel, avec une place de titulaire en prime. La saison suivante, il reste en UFL, signant avec les Destroyers de Virginie, ayant repris l'ensemble de l'effectif des Tuskers et remporte le Championnat UFL 2011.

## Palmarès
- Champion UFL 2011